# Schalghysqudyq
Schalghysqudyq (kasachisch Жалғызқұдық; russisch Жангызкудук, Schangyskuduk, früher Джангиз-Кудук, Dschangis-Kuduk) ist ein Dorf im Gebiet Aqmola in Kasachstan. 
Es liegt etwa 75 km südsüdwestlich der Hauptstadt Astana im Rajon Zelinograd und hat knapp 2000 Einwohner (2009).
1989 waren zwei Drittel der etwa 2000 Einwohner deutschstämmig.